# Йозеф Франц Шютте
Йозеф Франц Шютте (нім. Josef Franz Schütte; 1901 — 1981) — німецький католицький священник, єзуїт, історик, японіст, спеціаліст з ранньомодерної добм. Дослідник Інституту історії єзуїтів. Займався вивченням і публікацією матеріалів, що були присвячені місії єзуїтів у Японії. Зокрема, 1937 року віднайшов у архівах латинський Compendium Педро Гомеса (1535–1600), який той завершив для семінарій в 1593 року; 1955 року віднайшов культурологічний трактат Луїша Фройша. Склав перші списки європейських місіонерів у Японії. Головна робота — аналіз текстів Алессандро Валіньяно.

## Праці
- Pedro Gómez, Compendium catholicae veritatis, ed. Kirishitan Bunko Library, Sophia University 上智大学キリシタン文庫, 3 vols. (Tokyo: Ōzorasha 大空社, 1997).
- Schütte, Josef Franz. Kulturgegensätze Europa-Japan (1585) (Tokyo: Sophia University, 1955).
- Schütte, Josef Franz. Documentos sobre el Japón conservados en la Colección “Cortes” de la Real Academia de la Historia (Madrid: Maestre, 1961); Schütte, El “Archivo del Japón”; Vicisitudes del archivo jesuítico del Extremo Oriente y descripción del fondo existente en la Real Academia de la Historia de Madrid (Madrid: Real Academia de la Historia, 1964); Schütte, Introductio ad historiam Societatis Jesu in Japonia, 1549–1650 (Rome: Institum Historicum Societatis Jesu, 1968); Schütte, Monumenta historica Japoniae (Rome: Monumenta Historica Societatis Iesu, 1975).
- Schütte, Josef Franz. Valignanos Missionsgrundsätze für Japan, 2 vols. (Rome: Edizioni di Storia e Letteratura, 1951–58); for English translation, see Valignano’s Mission Principles for Japan, trans. John J. Coyne, 2 vols. (Saint Louis: Institute of Jesuit Sources, 1985).